# Histoire évolutive des oiseaux
 (décembre 2017).
Si vous disposez d'ouvrages ou d'articles de référence ou si vous connaissez des sites web de qualité traitant du thème abordé ici, merci de compléter l'article en donnant les références utiles à sa vérifiabilité et en les liant à la section « Notes et références ».
 (décembre 2016).
Améliorez-le ou discutez des points à vérifier. 

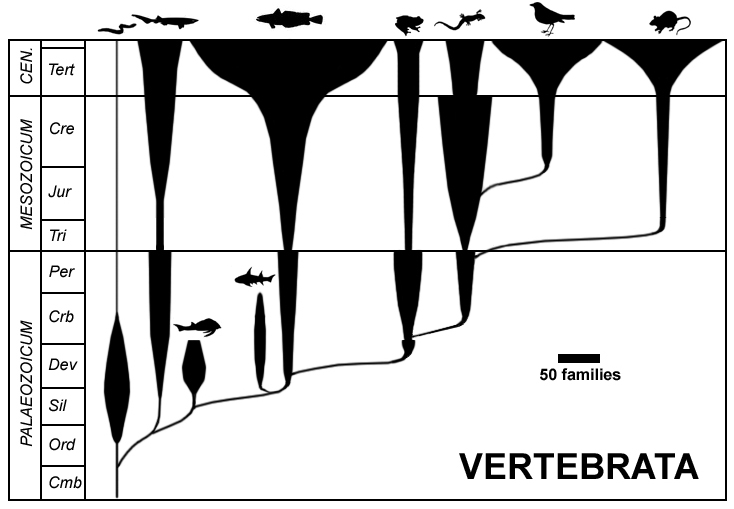
Évolution des vertébrés selon un diagramme axial représentant les cinq grandes classes (poissons, amphibiens, reptiles, oiseaux et mammifères). La largeur des axes indique le nombre de familles dans chaque classe (les téléostéens, poissons à squelette complètement osseux et à nageoires rayonnantes, représentent 99,8 % des espèces de poissons, et près de la moitié des espèces de vertébrés). En classification phylogénétique, seuls les oiseaux et les mammifères sont des groupes monophylétiques (les poissons, amphibiens et reptiles étant des groupes paraphylétiques).

L'histoire évolutive des oiseaux débute à l'époque jurassique, les premiers oiseaux provenant d'un clade de dinosaures théropodes appelée Paraves. Les oiseaux sont classés dans une classe biologique, les Aves. Pendant plus d'un siècle, le petit dinosaure théropode Archaeopteryx lithographica de la fin du Jurassique a été considéré comme l'oiseau le plus ancien. Les phylogénies modernes placent les oiseaux dans le clade des dinosaures théropodes. Selon le consensus actuel, Aves et un groupe frère, l'ordre des Crocodiliens, sont les seuls membres vivants d'un clade non classé, l'Archosauria. Le plus ancien représentant connu du groupe apical des oiseaux (qui regroupe leur ancêtre commun et tous ses descendants, actuels ou non) est Asteriornis maastrichtensis, qui vivait au Maastrichtien (66,8–66,7 Ma). Quatre lignées distinctes d'oiseaux ont survécu à l'extinction du Crétacé-Paléogène il y a 66 millions d'années, donnant naissance aux autruches et apparentés (Palaeognathae), aux canards et apparentés (Anseriformes), aux oiseaux terrestres (Galliformes) et aux oiseaux modernes (Neoaves).
Phylogénétiquement, Aves est généralement défini comme tous les descendants de l'ancêtre commun le plus récent d'une espèce d'oiseau moderne spécifique (comme le moineau domestique, Passer domesticus), et soit des Archéoptéryx, soit de certaines espèces préhistoriques plus proches des Néo-nithes (pour éviter les problèmes causés par les relations peu claires des Archéoptéryx avec d'autres théropodes). Si cette dernière classification est utilisée, le groupe le plus important est alors appelé Avialae. Actuellement, la relation entre les dinosaures, les Archéoptéryx et les oiseaux modernes est toujours débattue.

## Origines

### Généralités
Il a existé plusieurs théories quant à l'apparition des oiseaux (en). La plus communément admise fait des oiseaux les descendants de petits dinosaures théropodes. Une autre les présente comme descendants de « reptiles » du Permien, les Thecodontia (taxon paraphylétique). L'antithèse la plus sérieuse est une différenciation très précoce des oiseaux, les excluant de la lignée des dinosaures (soutenue par Feduccia par exemple).
Les études de Jacques Gauthier et d'autres paléontologues démontrent que de nombreux caractères qui étaient classiquement considérés comme spécifiques aux oiseaux sont apparus avant ceux-ci, chez les théropodes, voire plus tôt encore.
L'hypothèse des théropodes sous-entend que certains des caractères adaptatifs propres aux dinosaures terrestres furent conservés chez les oiseaux. D'autres ont été modifiés comme les écailles appelées scutelles sur les pattes des gallinacés ou les plumes. Les modifications permirent le vol et un mode de vie arboricole. Naturellement, l'apparition des caractéristiques des théropodes qui précédèrent les oiseaux ne fut pas simultanée. De la même façon que l'œuf ne fait pas l'oiseau, la plume est présente chez de très nombreux théropodes. Bon nombre de caractéristiques propres aux dinosaures se retrouvent aujourd'hui uniquement chez les oiseaux.
Une étude en 2012 montre que les crânes d'oiseaux comme ceux des Maniraptora gardent leurs traits juvéniles alors qu'ils ont atteint leur maturité sexuelle (processus de pédomorphose), suggérant ainsi que les oiseaux ressemblent à leurs ancêtres mais à l'état juvénile.
| Rhamphorhynchus, un ptérosaure                        | Archéoptéryx                                                               |
| ----------------------------------------------------- | -------------------------------------------------------------------------- |
|                                                       |                                                                            |
| Le quatrième doigt porte l'aile, le poignet est long. | Le second doigt est le plus long et porte l'aile, pas de tarsométatarsien. |

L'anatomie comparée montre notamment que les ptérosaures ne peuvent pas être les ancêtres d'Archéoptéryx pour des raisons morphologiques.
```
└─o 
Archosauria

  ├─o 
Crocodylotarsi
 (c.-à-d. 
Crocodylia
, les crocodiles)
  └─o 
Ornithodira

    ├─o
    │ └─o 
Dinosauria
 (les dinosaures, dont les théropodes, puis les oiseaux)
    └─o
      └─o 
Pterosauria
 
†
 (les ptérosaures)
```

### Théropodes
L'ancêtre direct des dinosaures théropodes est un petit carnivore bipède qui marche comme un oiseau.

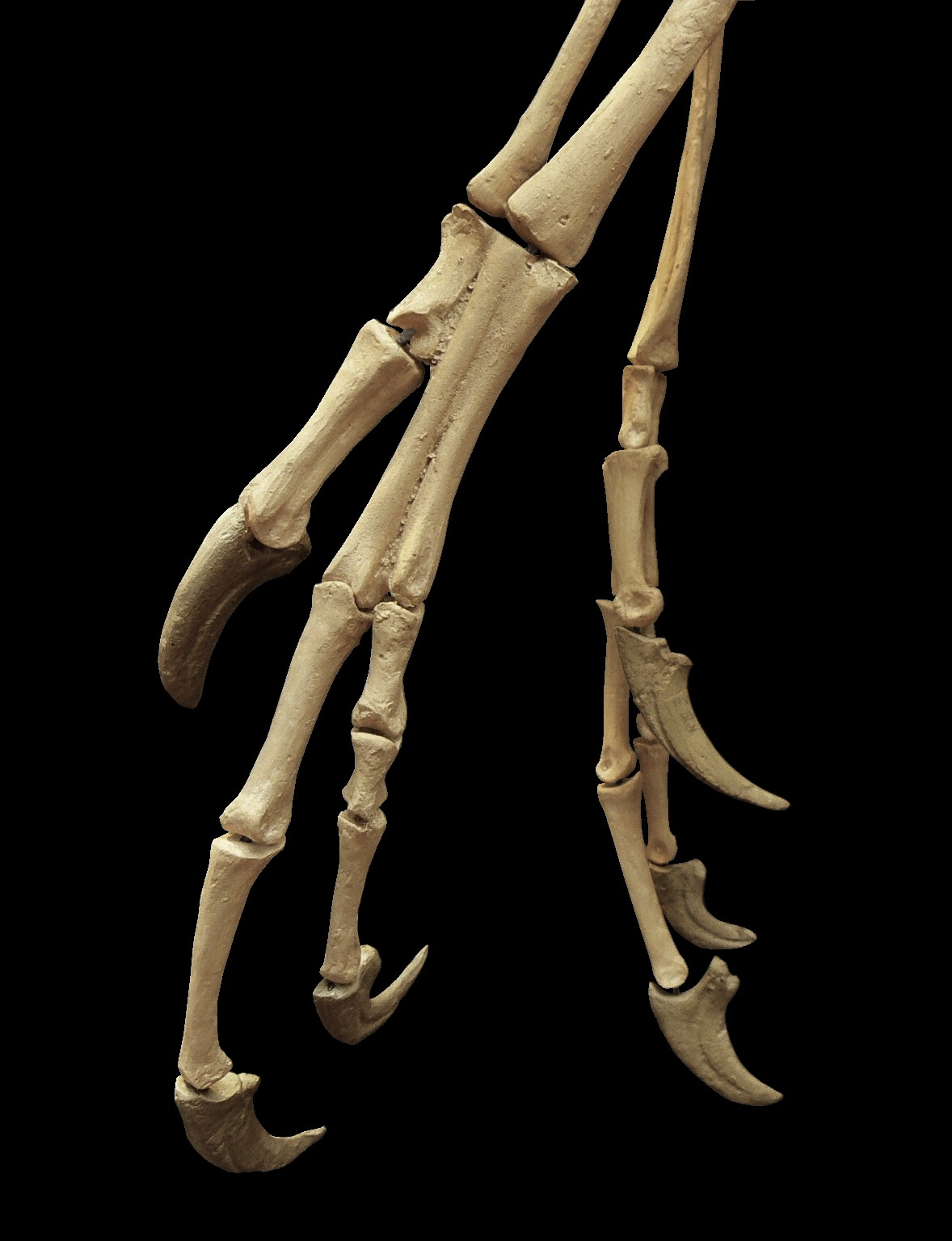
Doigts de Dromaeosaurus.

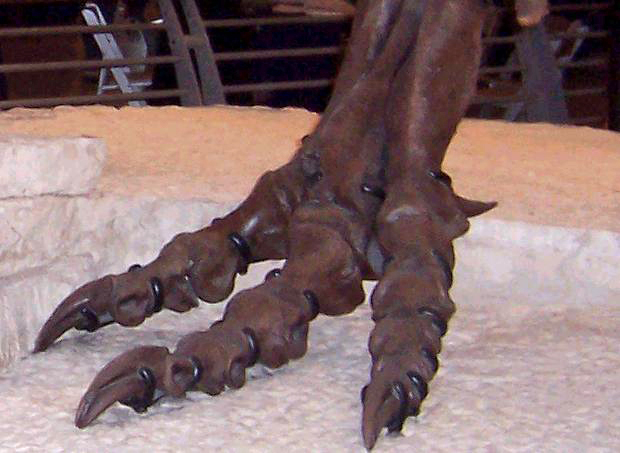
Pied de Tyrannosaurus rex.

- Ses pattes avant sont libres et le plus long doigt est le deuxième, non le troisième comme chez les autres Sauropsides. Il a toutefois cinq doigts par main, alors que presque tous les théropodes basaux et les oiseaux en ont trois. Chez cet animal, l'articulation de la cheville est déjà en charnière, et les métatarses sont allongés, relevés : l'animal marche, comme les dinosaures après lui. Les nombreuses modifications ultérieures du pied permettent probablement une foulée plus longue et plus rapide, qualité qui aidera ultérieurement les théropodes à développer le vol.
- Les premiers théropodes présentent des adaptations qui allègent leur squelette : des os creux et des cavités dans le crâne.
- Comme les oiseaux actuels, leur cou est long et leur dos horizontal. 
 Le quatrième doigt de la main des premiers dinosaures est déjà réduit, et le cinquième doigt a déjà presque disparu. Le quatrième doigt devient bientôt lui aussi un moignon, puis ces deux doigts réduits disparaissent ensemble chez les théropodes tétanoures. Les trois doigts restants fusionnent au cours de l'évolution des oiseaux postérieurs à Archaeopteryx.
- Les membres postérieurs des premiers théropodes se transforment aussi. Ils s'allongent : le fémur devient plus long que le tibia, et la fibula se réduit.
- Ces dinosaures marchent sur les trois doigts du milieu, ceux qu'utilisent toujours les oiseaux actuels. Le cinquième orteil, sans articulation, est raccourci et effilé. Le premier orteil, qui dépasse sur le côté du deuxième orteil, est formé d'un os raccourci, d'une articulation et d'une griffe. Il est placé au-dessus des autres orteils, tel un ergot.
- Les plumes (ou un protoplumage) sont déjà présentes chez de nombreux théropodes et devaient avoir d'autres utilités. Ainsi, déjà présentes chez les ancêtres des oiseaux, elles ont ensuite permis à ceux-ci de voler grâce à toute une autre série de caractéristiques (un exemple classique d'exaptation).

```
o 
Tetanurae

└─o 
Coelurosauria

  └─o
    ├─o 
Ornithomimosauria
 
†

    └─o 
Maniraptora

      ├─o 
Ornitholestes
, 
Compsognathidae
, 
Alvarezsauridae
 
†

      └─o 
        ├─o 
Oviraptoriformes
 
†

        │ ├─o 
Therizinosauria
 
†

        │ └─o 
Oviraptorosauria
 
†

        └─o 
Paraves
```

### Apparition des oiseaux
- Au cours de l'évolution des théropodes, d'autres caractères qui semblaient être l'apanage des oiseaux apparaissent. Par exemple, le membre antérieur et la ceinture pectorale se modifient, favorisant d'abord la capture de proies, puis l'envol.
- Les bras s'allongent, sauf chez les carnivores géants, tels Carnotaurus, Allosaurus et Tyrannosaurus : chez les théropodes primitifs, le membre antérieur est deux fois plus court que le membre postérieur, mais, pour Archaeopteryx, le membre antérieur est plus long que le membre postérieur, et cette différence s'accentue encore chez les oiseaux plus récents, auxquels cet allongement confère un battement d'ailes plus puissant. Lorsque Archaeopteryx apparaît, le premier orteil orienté situé plus haut migre derrière les autres. Chez certains oiseaux plus récents, il sera plus bas sur la patte, opposable aux autres orteils, et il permettra aux pieds d'oiseaux arboricoles d'agripper fortement les branches ou de se transformer en serre. Les doigts des ailes aussi s'allongent, occupant progressivement une plus grande proportion du membre antérieur, et le poignet est remodelé. Les théropodes primitifs ont un os du poignet aplati, qui chevauche la base des premier et second os de la paume et les doigts. Chez les maniraptoriens, cet os a une forme de demi-lune le long de la surface de contact avec les os du bras. Cette forme en demi-lune est importante : elle permet à ces animaux de plier le poignet latéralement, et plus seulement verticalement. Ainsi, ils peuvent presque replier leur longue main comme le font les oiseaux actuels avec leurs ailes. Cette main allongée peut aussi être tournée et brusquement projetée vers l'avant pour la capture d'une proie. Seuls les Hoazins et les Touracos ont gardé des griffes sur leurs ailes. Toutefois ils n'en ont que deux (Archaeopteryx en avait trois) et ils les perdent à l'âge adulte. Ils ne peuvent d'ailleurs pas voler à l'âge où ils en sont dotés[9]

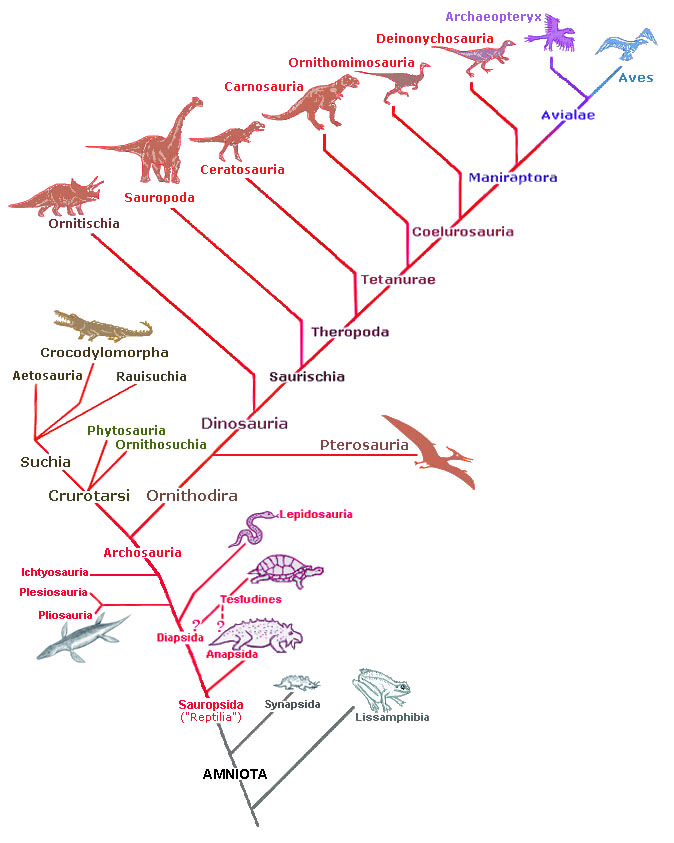
Place des oiseaux dans le cladogramme des Amniotes.
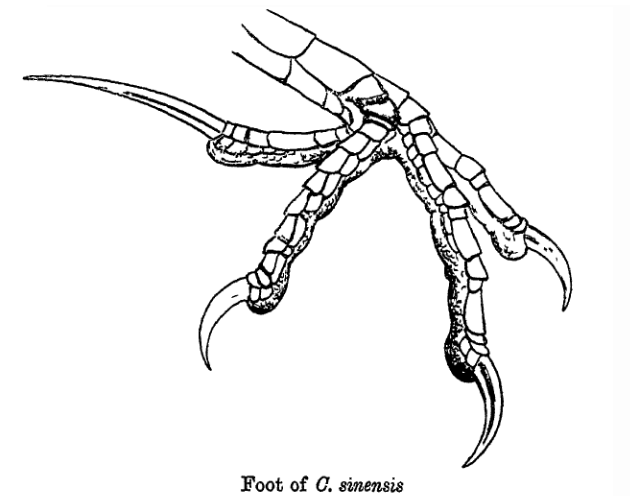
Serre de Centropus.
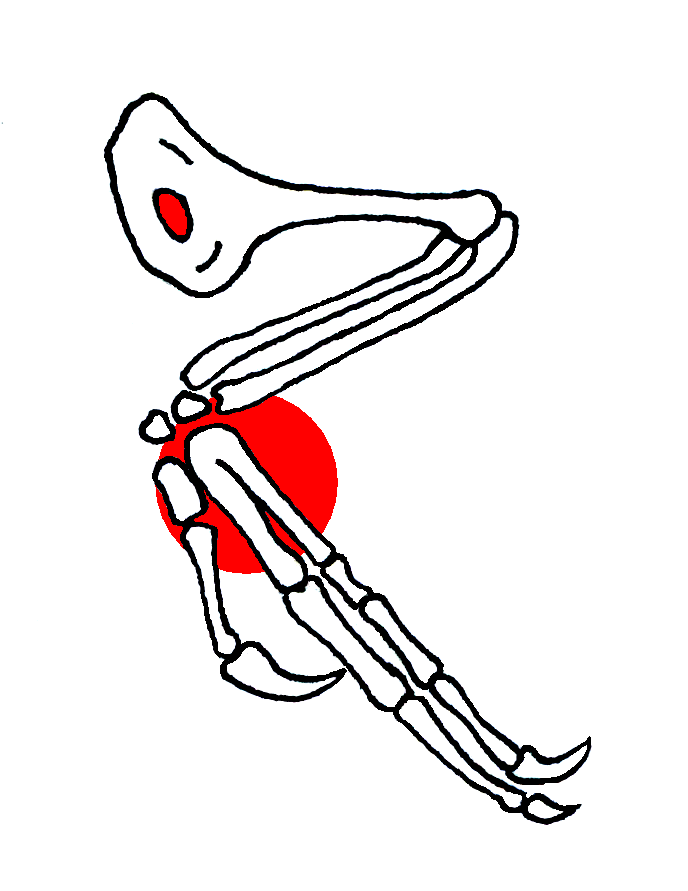
Aile de Confuciusornis : en rouge, l'ouverture de l'humérus et la soudure du carpométacarpe[10].

- Le sternum des tétanoures s'ossifie en deux plaques qui fusionnent, à l'origine il est cartilagineux et il devient le bréchet. L'ensemble de ces modifications consolident le squelette. Plus tard, ce renforcement soutient les muscles du vol ; la furcula devient un point d'ancrage pour les muscles du membre antérieur, permettant d'abord de saisir, puis de voler.
- Dans la région du bassin, au cours de l'évolution, des vertèbres s'ajoutent à la ceinture pelvienne, et l'orientation du pubis change, le pubis pointe vers l'avant et vers le bas ; puis il recule et, chez les oiseaux plus récents qu'Archéoptéryx, devient parallèle à l'ischion. Nous ignorons ce qui a favorisé cette évolution, mais le partage de ces caractéristiques par les oiseaux et par d'autres Maniraptora témoignent de leur origine commune.
- Leur queue raccourcit et se rigidifie, devenant un balancier plus efficace pendant la course. Steven Gatesy, de l'Université Brown, a montré que cette transformation est associée à un changement de fonction : l'ancrage des muscles des membres postérieurs passe de la queue au bassin. Chez les maniraptoriens, les muscles qui tiraient les pattes vers l'arrière peuvent alors contrôler la queue. Chez les oiseaux qui évoluent après Archéoptéryx, ces muscles semblent être utilisés pour diriger la queue, couverte de plumes, pendant le vol.

Le vol engendre de nombreuses contraintes physiologiques, ayant nécessité des adaptations par rapport à un ancêtre reptilien :
- l'appareil respiratoire des oiseaux présente une disposition unique de plusieurs sacs aériens séparés des voies respiratoires, l'air circule de façon continue dans leurs poumons. Il s'agit d'un système très efficace qui permet notamment de répondre aux besoins énergétiques liés au vol ;
- les oiseaux sont endothermes et leur niveau d'énergie ne varie pas avec la température ambiante, l'isolation thermique étant fournie par les plumes. Il est néanmoins probable que l'endothermie ait précédé la capacité de voler chez les théropodes.

Tous ces éléments physiologiques sont étudiés difficilement sur les fossiles (organes mous internes non fossilisés, fragilité du squelette des oiseaux, faiblesse du registre fossile).
```
└─o 
Paraves

  ├─o 
Deinonychosauria
 
†

  │ ├─o 
Troodontidae
 
†

  │ └─o 
Dromaeosauridae
 
†

  └─o 
Aves

    ├─o 
Archaeopterygidae
 
†

    └─o 
Ornithothoraces
```

### Adaptation au vol
De nombreuses caractéristiques des oiseaux, dont la plupart jouent un rôle essentiel dans leur vol, les distinguent des autres vertébrés actuels. Elles sont cependant apparues progressivement tout au long des 250 derniers millions d'années, donc pour les premières bien avant l'apparition du vol :
- posture redressée et taux de croissance élevé : chez les archosaures ;
- posture bipède, jambes longues et droites, pattes postérieures à trois doigts principaux, filaments duveteux : chez les dinosaures ;
- poumon de type avien, avec sacs aériens : chez les saurischiens ;
- petites ailes, plumes planes, prosencéphale agrandi : chez les maniraptoriens ;
- ailes agrandies, avant-bras pouvant se replier contre le corps : chez les paraviens ;
- bras allongés : chez les avialiens ;
- pygostyle (os de la queue fusionnés et raccourcis) : chez les pygostyliens ;
- sternum caréné, chez les ornithothoraces ;
- taux de croissance très élevé, sang chaud : chez les ornithuriens.

### Origine de la plume
Les nombreuses découvertes de dinosaures à plumes ont permis de proposer un scénario de l'évolution de la plume, d'une protoplume filamenteuse à la plume à double vexille asymétrique moderne. Le premier stade correspond à des protoplumes, décrites par exemple chez des Coelurosaures comme le dinosaure Sinosauropteryx. Le deuxième stade correspond à une plume ramifiée, à rachis court et à barbes libres, décrite par exemple chez Shuvuuia ou des Therizinosaures. Le stade 3 correspond à des plumes dont les barbes libres sont reliées au rachis. Au stade 4, les plumes possèdent des barbes avec barbules reliées par des crochets, ce qui assure l'étanchéité du plumage (comme Caudipteryx ou Sinornithosaurus). Dans le cinquième et dernier stade, la plume devient asymétrique, adaptation au vol (Microraptor, Archaeopteryx).
De nombreux dinosaures à plumes sont des théropodes coureurs sans doute incapables de voler, ce qui tend à démontrer que l'apparition de la plume est indépendante du vol. Elle pourrait être liée à un rôle d'isolation thermique, de communication notamment sexuelle dans la reproduction.
L'importance de la  sélection sexuelle chez les oiseaux (parades nuptiales, ornementations, etc.) a été à l'origine d'une théorie selon laquelle des productions cutanées se seraient chargées de pigments colorés (comme les plumes actuelles) et auraient pris de l'importance à la suite d'une sélection sexuelle pour exhiber leurs couleurs, devenant plus larges et plus longues, d'où les plumes qui auraient conduit aux ailes et en recouvrant les griffes auraient permis leur disparition[réf. nécessaire]. La régression de la main étant liée à la course bipède, la réduction des doigts aurait été compensée par l'allongement des plumes devenant des rémiges.

## Période d'affirmation

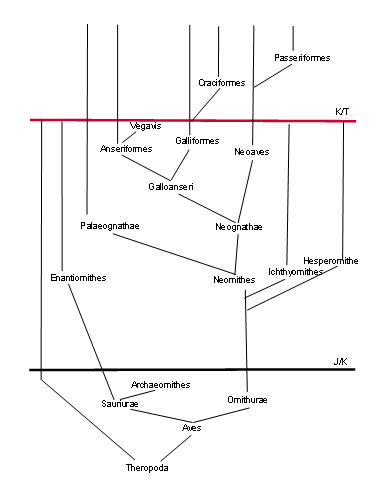
Arbre évolutif des oiseaux, depuis les théropodes.

Certains auteurs défendent la thèse que les oiseaux pré-tertiaires appartiendraient à des groupes modernes de charadriiformes ou de gaviiformes. D’autres assurent que peu de lignées d’oiseaux ont survécu à la fin du Crétacé.
Les fossiles d'oiseaux de mer, sont plus nombreux car ceux-ci vivaient dans un milieu plus propice à la sédimentation et à la fossilisation.

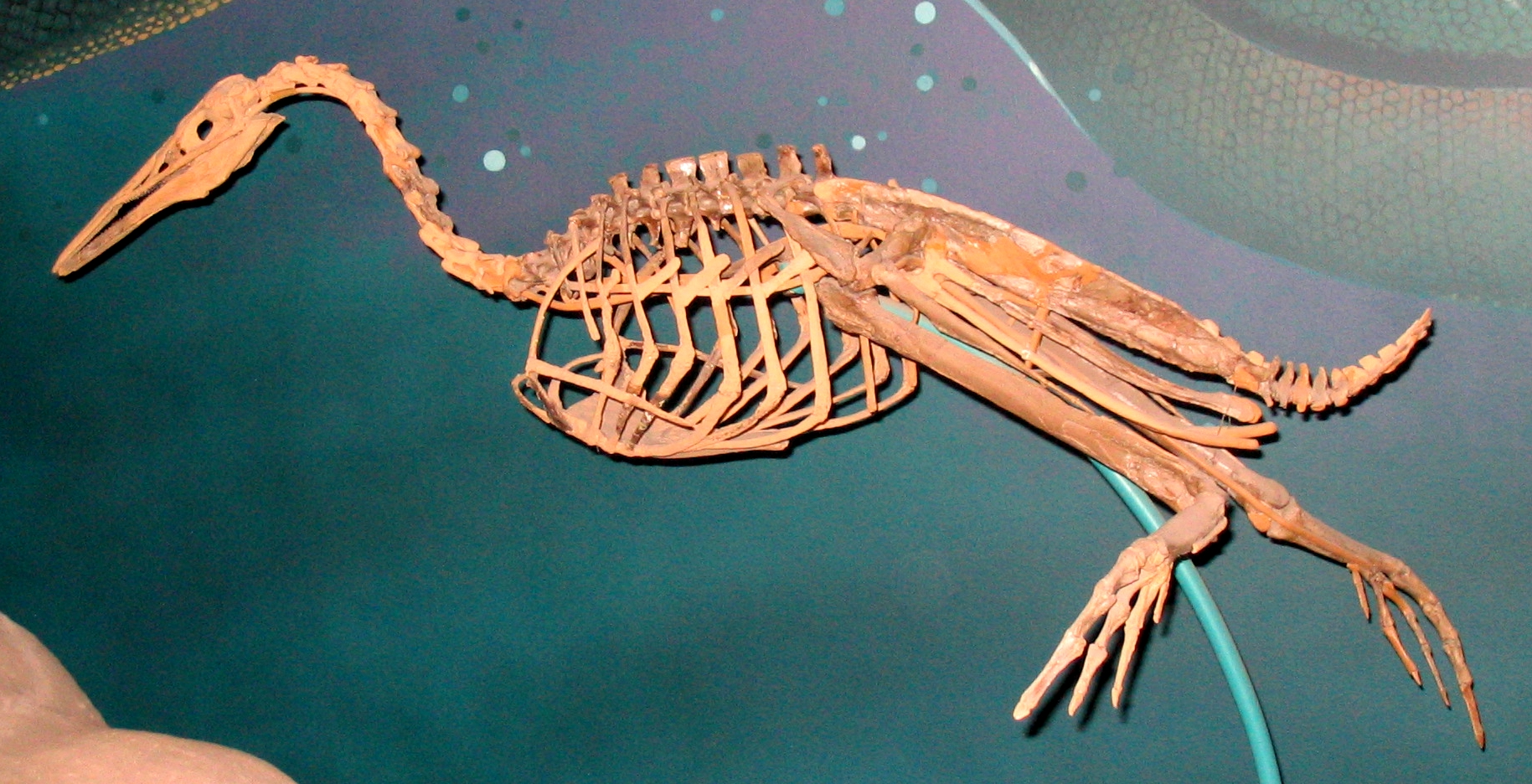
Hesperornis regalis au musée national d'histoire naturelle des États-Unis.

Les plus anciens identifiés sont les Hesperornithiformes, comme Hesperornis regalis et vivaient au Crétacé. Ils avaient de petites dents pointues et ne pouvaient certainement pas voler. Les oiseaux marins d'aujourd'hui descendent plutôt d'un groupe apparenté aux Tytthostonyx glauconiticus.
```
──o 
Pygostylia

  ├─o 
Confuciusornithidae

  └─o 
Ornithothoraces

    ├─o 
Enantiornithomorpha
 
†

    └─o 
Ornithurae

      ├─o 
Yanornis
 
†

      └─o 
        ├─o 
Patagopteryx
 
†

        └─o 
          ├─o 
Hesperornithiformes
 
†

          │ ├─o 
Enaliornithidae
 
†

          │ ├─o 
Baptornithidae
 
†

          │ └─o
          │   └─o 
Hesperornithidae
 
†

          └─o 
Carinatae

            ├─o 
Ichthyornithiformes
 
†

            └─o 
Neornithes
```

Durant le paléogène, les oiseaux de mer les plus fréquents sont classés dans le groupe des Procellariiformes dans lequel on classe plusieurs espèces éteintes d'oiseaux de grande taille ressemblant à des pingouins. 
C'est à la fin du Miocène et au cours du Pliocène que les genres modernes deviennent prépondérants, bien que le genre Puffinus remonte lui à l'Oligocène. Leur diversité disparait soudainement, et, un peu plus tard, les mammifères marins semblent leur ravir la place. Ceci est peut-être dû à un évènement astronomique qui a pu diminuer la biomasse des océans il y a 2 Ma, la nouvelle présence des Pinnipedia empêchant dès lors les oiseaux de retrouver leur diversité d'autrefois.

### Radiation adaptative
Il existe aujourd'hui près de 10 000 espèces d'oiseaux dont un tiers sont connus de la région néotropicale (Amérique latine)[réf. nécessaire].

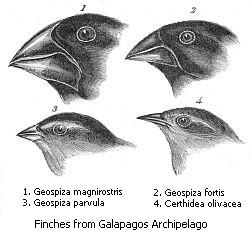
Les Pinsons de Darwin des Galápagos illustrent une radiation évolutive : d'une espèce originale, il est apparu 4 types de bec pour 13 espèces au total.

```
└─o 
Carinatae

  └─o 
Neornithes

    ├─o 
Paleognathae
 (autruche, émeu...)
    └─o 
Neognathae
 (les autres oiseaux.)
```

Les Paléognathes qui incluent les Tinamidae que l'on ne retrouve qu'en Amérique du Sud et Centrale et les Struthioniformes. Ils vivent aujourd'hui exclusivement sur l'hémisphère Sud. Ces oiseaux ne peuvent voler. Certains scientifiques pensent qu'ils représentent un groupement artificiel d'oiseaux qui ont perdu leur capacité de voler indépendamment ; en tout cas, les données disponibles quant à leur évolution ne sont pas très claires.

La ceinture scapulaire de Neognathae
H : Humérus ;
S : Scapula ;
C : Coracoïde ;
F : Furcula ;
T : Canal

Les dates de différenciation entre les diverses espèces de Neognathae sont très disputées. 

On observe cependant que la scapula s'allonge ensuite et s'affine, comme le coracoïde, qui s'étire ainsi vers le sternum. Les clavicules fusionnent sur leur ligne médiane et s'élargissent jusqu'à former une furcula en forme de boomerang.
Les analyses génétiques, pour être précises, doivent être corroborées puis étalonnées par des fossiles et doivent porter sur des gènes significatifs qui témoignent de l'évolution. 

De nombreuses discussions entre scientifiques portent sur cette question.
Voir aussi: Liste d'oiseaux préhistoriques

## Menaces actuelles
L'évolution se produit généralement à une échelle trop lente pour être perçue par les humains. Cependant on note une forte diminution des espèces, ainsi actuellement 12 % des espèces sont reconnues en danger par l'UICN. Outre leur disparition par la prédation, l'empoisonnement par les pesticides, la destruction de leur environnement, on observe pour certaines espèces qui cherchent à s'adapter, une augmentation insoupçonnée de l'hybridation. En effet, certaines espèces proches, voyant leur habitat se morceler, se croisent en produisant même des hybrides stériles en quantité si importante que cela peut mettre ces espèces en péril. Par exemple, les nombreux oiseaux-mouches hybrides trouvés dans le nord-ouest de l'Amérique du Sud peuvent représenter une menace pour la conservation de ces espèces en espèces distinctes.
Par conséquent on observe donc une perte manifeste du capital génétique.

## Genèse de la théorie de l'origine des oiseaux

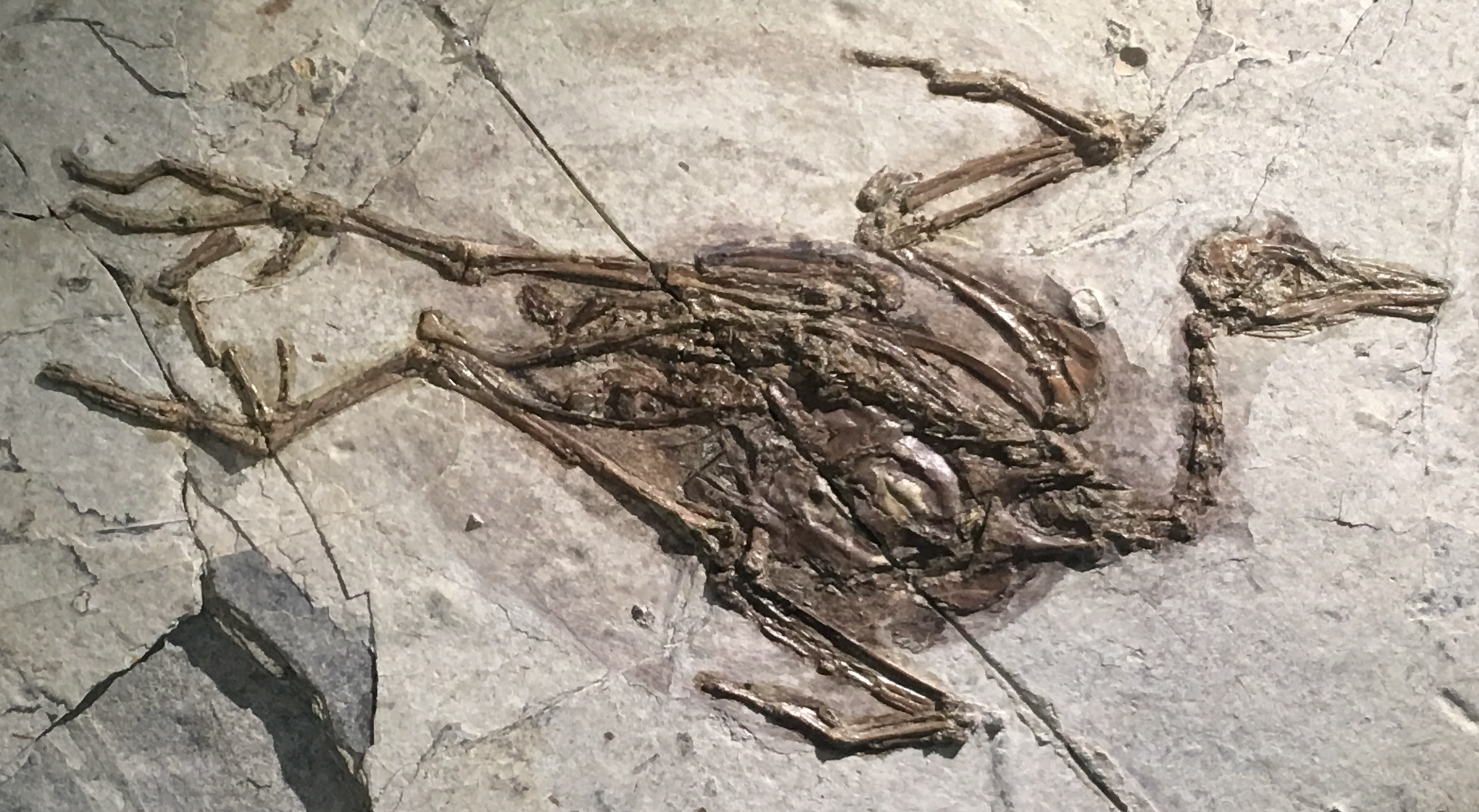
Un fossile de Gansus, au musée d'histoire naturelle de Pékin. La première découverte d'un de ces fossiles a été faite en 1981. Ce genre est considéré aujourd'hui comme le plus ancien de la famille des oiseaux.

Le premier fossile de ptérosaure est décrit en 1784 et les paléontologues ne savent alors pas s'il s'agit d'une créature aquatique, d'une chauve-souris ou d'un oiseau. Georges Cuvier, en se basant sur les principes de l'anatomie comparée, fait l’annonce, en 1801, qu'il s'agit d'un reptile volant et qu'il n'est pas l'ancêtre des oiseaux.
Charles Darwin publie en 1859 L'Origine des espèces. La première découverte, qui allait être suivie de neuf autres, l'est sous la forme d’une plume fossilisée d'Archaeopteryx en 1861. Tous ces fossiles proviennent de la Bavière, conservés dans le calcaire de Solnhofen. La particularité de ce matériau est qu’il s’est formé dans un ancien lagon, sa composition ayant permis de protéger les moindres détails des êtres vivants (dont les plumes) qui s’y sont égarés lors de l’ère Mésozoïque[réf. nécessaire]. Des squelettes d’Archaeopteryx sont exposés au musée d'histoire naturelle de Londres et au musée d'histoire naturelle de Berlin.
En 1862, est publiée une étude de Johann Andreas Wagner, un opposant à la théorie de Darwin, directeur du Musée de Paléontologie de Munich qui identifie un reptile, le Griphosaurus. En 1863, Richard Owen du British Museum y voit un oiseau. Le naturaliste britannique Thomas Huxley est le premier à affirmer que c'est bien une forme transitoire. Il se demande également si les dinosaures n'auraient pas été des animaux à sang chaud (comme les oiseaux) plutôt qu'à sang froid (comme les reptiles) dans son ouvrage On the Animals which are Most Nearly Intermediate between Birds and Reptiles publié auprès de la Société géologique de Londres. En comparant l'anatomie de l'archéoptéryx et celle d'un autre fossile bavarois, le petit Compsognathus, il recense quatorze caractéristiques communes et voit entre eux un lien de parenté. Son hypothèse tomba dans l'oubli[réf. nécessaire].
En 1870, le premier Hesperornithes est découvert par Othniel Charles Marsh et correctement décrit par lui-même en 1877. En 1887, Harry Govier Seeley publie sa théorie selon laquelle les dinosaures se sont séparés en deux groupes qui se différencient selon leur ischion. Ironiquement, les oiseaux sont, selon la théorie la plus admise, des Saurischia (terme qui signifie "bassin de lézard") et non des Ornithischia (terme qui signifie « bassin d'oiseau »).
En 1924, la publication d'un dessin anatomique d'Oviraptor montrant une fourchette passe inaperçue[réf. nécessaire], puis en 1936, à l'Université de Berkeley, Charles Camp découvre le squelette complet d'un petit théropode du Jurassique inférieur qui possède des clavicules. Des travaux plus récents démontrent, plus généralement, la présence de clavicules chez de nombreux théropodes apparentés aux oiseaux[réf. nécessaire].
À la fin des années 1960, un siècle après la communication controversée de Huxley, John Ostrom, de l'Université Yale, décrit le squelette du théropode du groupe des maniraptoriens Deinonychus, prédateur aux griffes en faucille et grand comme un adolescent humain, qui rôdait dans le Montana il y a 115 Ma. Ostrom identifie un ensemble de caractères communs aux oiseaux, dont Archaeopteryx, Oviraptor et Deinonychus, et à d'autres théropodes, mais que ne possèdent pas d'autres Sauropsida. Il en déduit que les oiseaux descendent directement des théropodes.
En 1975, l'Américain Robert Bakker jette finalement le pavé dans la mare en affirmant que les dinosaures sont les ancêtres directs des oiseaux contemporains. À l'Université de Berkeley, Jacques Gauthier entreprend une vaste étude cladistique des oiseaux, des dinosaures et de leurs parents reptiliens, en se fondant sur les comparaisons de J. Ostrom et sur bien d'autres caractères. Il confirme que les oiseaux descendent de petits dinosaures théropodes, et le maniraptorien aux griffes en faucille décrit par J. Ostrom, Deinonychus, est bien l'un des plus proches parents des oiseaux.
Vers la fin des années 1970 et durant toute la décennie suivante, Charles Gald Sibley et Jon Edward Ahlquist mènent des études basées sur des méthodes d'hybridation de l'ADN, ce qui modifie profondément les connaissances sur la phylogénie des oiseaux. Cependant les datations obtenues, en tenant compte du taux de mutations naturelles, laissent supposer que la diversification des oiseaux est antérieure au Crétacé. 
En 1981, une quarantaine de spécimens de Gansus, les plus anciens membres des Neornithes sont découverts en Chine.
En 1993, la découverte de Vegavis, daté de 66 à 68 Ma, est la première preuve de la coexistence entre théropodes non aviaires et oiseaux modernes.
Depuis les années 1990, des dizaines d'espèces de dinosaures à plumes, aviens ou non, capables de voler ou non, ont été découverts principalement en Chine, dans la région de Jehol: Sinosauropteryx, Protarchaeopteryx, Caudipteryx, Microraptor, Confuciusornis, Protopteryx, Jeholornis... De toutes tailles et appartenant à des groupes très différents, ils témoignent de manière difficilement contestable d'une continuité entre dinosaures et oiseaux. Certaines espèces sont de véritables mosaïques de caractères plus ou moins proches des oiseaux modernes. Toutes ces espèces permettent d'affiner la compréhension de l'évolution des caractères des dinosaures aux oiseaux et de préciser leurs relations de parenté. Certains sont ainsi plus proches des oiseaux modernes que d'Archaeopteryx (notamment Confuciusornis, Protopteryx et Jeholornis).
L'origine dinosaurienne des oiseaux ne fait donc plus de doute à l'heure actuelle.

### Classification classique
La vision traditionnelle de l'évolution des Neornithes (oiseaux modernes) est de placer à la base de l'arbre phylogénétique, après les ratites et tinamous, les groupes d'oiseaux marins tels les manchots, les grèbes, les plongeons et pélicans, etc.

### Classification de Sibley
La nouvelle classification a montré que les canards et les gallinacés étaient les taxons les plus proches de la séparation d'avec les ratites (qui intègrent les tinamous) formant les paléognathes. Les Galloanserae constituant la lignée de base des Néognathes. Les groupes d'oiseaux marins traditionnellement considérés comme archaïques ont été placés dans un ordre des Ciconiiformes élargi, qui comprend aussi les rapaces diurnes (Accipitridae, Sagittariidae (Aves) et Falconidae) et les limicoles (Scolopacidae, Charadriidae, Laridae, etc.).

### Cladogramme
Le cladogramme simplifié suivant suit la proposition de Norell et al. 2006, with clade names after the definitions by Sereno, 2005, .
```
└─o 
Sauria

  ├─o 
Lepidosauria
 (serpents, lézards...)
  └─o 
Archosauria

    ├─o 
Suchia
 (crocodiliens)
    └─o 
Dinosauria

      ├─o 
Ornithischia
 
†

      └─o 
Saurischia

        └─o 
Theropoda

          └─o 
Coelurosauria

            └─o 
Maniraptora

              ├─o 
Oviraptoriformes
 
†

              │ ├─o 
Therizinosauria
 
†

              │ └─o 
Oviraptorosauria
 
†

              └─o 
Paraves

                ├─o 
Deinonychosauria
 
†

                │ ├─o 
Troodontidae
 
†

                │ └─o 
Dromaeosauridae
 
†
 (dont les 
microraptors
)
                └─o 
Aves

                  ├─o 
Archaeopterygidae
 
†
 (les archéoptéryx)
                  └─o 
Ornithothoraces

                    ├─o 
Enantiornithomorpha
 
†

                    └─o 
Ornithuromorpha

                      ├─o 
Hesperornithiformes
 
†

                      └─o 
Carinatae

                        ├─o 
Ichthyornithiformes
 
†

                        └─o 
Neornithes

                          ├─o 
Paleognathae
 (autruches, 
émeus
...)
                          └─o 
Neognathae
 (les autres oiseaux)
```